# Петар Радовановић
Петар Радовановић (1882 — 1947), синдикалиста и партијски радник.

## Биографија
Петар Радовановић рођен је око 1882. године у Злоту, источна Србија. Као млад рудар у Сењском руднику пришао је радничком покрету и 1905. године, након оснивања прве организације Српске социјалдемократске странке (ССДС) у том крају (Зајечар), постао је њен члан. Као један од најистакнутијих социјалистичких агитатора у источној Србији, од 1912. до 1914. године био је посланички кандидат на листи ССДС-а. Учествовао је у Првом светском рату добивши одликовања. На фронту је пропагирао неправедност и сулудост сукоба, оптужујући европске буржоазије за трагедију која је настала.
На Конгресу уједињења 1919. године, учествовао је као представник свога краја. Такође је био делегат и на Вуковарском конгресу 1920. године. На изборима за Уставотворну скупштину 1920. године, био је заменик носиоца окружне листе Комунистичке партије Југославије за тимочки округ.
Након доношења Обзнане, био је хапшен и прогоњен. Кад су основани Независни синдикати, Петар Радовановић је био члан Обласног одбора за нишку област и секретар Савеза рудара за источну Србију. На Четвртом конгресу КПЈ, одржаном 1924. године у Бечу, изабран је за члана Централнога комитета КПЈ. У пролеће 1928. године био је делегат на конгресу Црвене синдикалне интернационале (ПРОФИТЕРНА), одржаном у Москви. Три месеца је боравио у Русији, посећујући руднике Донбаског басена, а на конгресима рудара Совјетског Савеза држао говоре прекиданим аплаузима. После 1929. године био је често хапшен и под присмотром полиције. Остао је активан у револуционарном радничком покрету све до пред рат 1941. године, када се тешко разболео.
Умро је 1947. године од последица болести.